# Bătălia de la Mons Graupius
Bătălia de la Mons Graupius s-a petrecut în toamna anului 83 d.Hr.,în Nord-Estul Munților Grampieni.
Romanii au început avansul în Caledonia în anul 80, sub Gnaeus Julius Agricola, au construit forturi, iar triburile caledonice nu au trecut la acțiune decât în anul 83 când au strâns o armată considerabilă, comandată de Calgacus.
Romanii, prin disciplină și mai bună pregătire au câștigat bătălia, chiar dacă caledonii aveau și care și o armată mai numeroasă.
Gnaeus Julius Agricola a fost rechemat la Roma unde a fost decorat.
Chiar dacă romanii au crezut că au subjugat toată Britannia, de fapt, ceva ani mai târziu romanii aveau să se retragă și să stabilească granița la Zidul lui Hadrian.

## Vezi și
- Lista bătăliilor purtate de armata romană